# PokerStars Festival

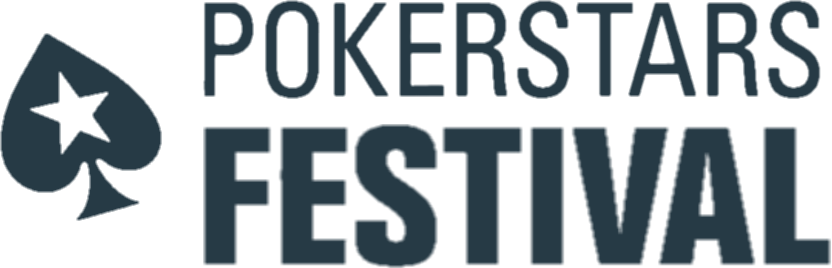
Logo des PokerStars Festivals

Das PokerStars Festival, kurz PSF, ist eine Pokerturnierserie, die von PokerStars veranstaltet wird und zuletzt im Juli 2018 ausgespielt wurde.

## Geschichte
Im August 2016 wurde angekündigt, dass die seit 2004 ausgetragene European Poker Tour nach der EPT Prag im Dezember 2016 eingestellt wird. Stattdessen wurden anschließend die PokerStars Championship und das Festival ausgetragen.

## Eventübersicht

### Main Events
Die nachfolgende Tabelle listet alle Main Events sowie deren Gewinner auf. Zum besseren Vergleich ist die Siegprämie immer in US-Dollar umgerechnet.
| Saison | Beginn        | Stadt          | Buy-in      | Teilnehmer | Sieger                 | Herkunft               | Preisgeld (in $) | Quelle |
| ------ | ------------- | -------------- | ----------- | ---------- | ---------------------- | ---------------------- | ---------------- | ------ |
| 1      | 1. Nov. 2016  | Atlantic City  | 0.00.1100 $ | 0208       | Jason Acosta           | Vereinigte Staaten     | 038.220          |        |
| 1      | 25. Jan. 2017 | London         | 0.000.990 £ | 0944       | Rehman Kassam          | Vereinigtes Konigreich | 111.638          |        |
| 1      | 9. März 2017  | Rozvadov       | 0.00.1100 € | 1126       | Petr Svoboda           | Tschechien             | 131.283          |        |
| 1      | 23. Mai 2017  | Viña del Mar   | 0.00.1650 $ | 0329       | Christopher Franco     | Chile                  | 097.360          |        |
| 1      | 21. Juni 2017 | Marbella       | 0.00.1100 € | 0949       | Ignacio De Maturana    | Spanien                | 188.017          |        |
| 1      | 20. Juli 2017 | Incheon        | 1.650.000 ₩ | 0285       | Tae Han                | Neuseeland             | 073.954          |        |
| 1      | 20. Juli 2017 | Lille          | 0.00.1100 € | 0800       | Philippe Le-Touche     | Frankreich             | 164.849          |        |
| 1      | 2. Aug. 2017  | Bukarest       | 0.00.1100 € | 0736       | Sam Grafton            | Vereinigtes Konigreich | 139.050          |        |
| 1      | 3. Aug. 2017  | Manila         | 0.055.000 ₱ | 0594       | Uday Bansal            | Indien                 | 092.747          |        |
| 1      | 19. Sep. 2017 | Punta del Este | 0.00.1650 $ | 0169       | Julio Belluscio        | Argentinien            | 066.748          |        |
| 1      | 28. Sep. 2017 | Dublin         | 0.00.1100 € | 0544       | Gary McGinty           | Irland                 | 107.925          |        |
| 1      | 19. Okt. 2017 | Sotschi        | 0.066.000 ₽ | 0699       | Alexander Merschwinski | Russland               | 134.163          |        |
| 1      | 22. Nov. 2017 | Hamburg        | 0.00.1100 € | 0567       | Ulrich Pauls           | Deutschland            | 124.221          |        |
| 2      | 24. Jan. 2018 | London         | 0.000.990 £ | 0852       | Kalidou Sow            | Frankreich             | 170.239          |        |
| 2      | 6. Juni 2018  | Marbella       | 0.00.1100 € | 1047       | Omar Hanouadi          | Spanien                | 209.371          |        |
| 2      | 18. Juli 2018 | Lille          | 0.00.1100 € | 0859       | Alexandre De Zutter    | Frankreich             | 179.241          |        |

### High Roller
Die nachfolgende Tabelle listet alle High-Roller-Events sowie deren Gewinner auf. Zum besseren Vergleich ist die Siegprämie immer in US-Dollar umgerechnet.
| Saison | Beginn        | Stadt          | Buy-in      | Teilnehmer | Sieger           | Herkunft               | Preisgeld (in $) | Quelle |
| ------ | ------------- | -------------- | ----------- | ---------- | ---------------- | ---------------------- | ---------------- | ------ |
| 1      | 4. Nov. 2016  | Atlantic City  | 0.00.2200 $ | 016        | Jack Duong       | Vereinigte Staaten     | 015.520          |        |
| 1      | 24. Jan. 2017 | London         | 0.00.2200 £ | 166        | Joe Johnson      | Vereinigtes Konigreich | 074.525          |        |
| 1      | 12. März 2017 | Rozvadov       | 0.00.2200 € | 118        | Boris Kuzmanovic | Kroatien               | 040.319          |        |
| 1      | 21. Mai 2017  | Viña del Mar   | 0.00.3300 $ | 015        | Leo Fernández    | Argentinien            | 020.950          |        |
| 1      | 23. Juni 2017 | Marbella       | 0.00.2200 € | 184        | Oriol Vaquero    | Spanien                | 087.283          |        |
| 1      | 20. Juli 2017 | Incheon        | 4.350.000 ₩ | 062        | Boyuan Qu        | China Volksrepublik    | 064.195          |        |
| 1      | 22. Juli 2017 | Lille          | 0.00.2200 € | 151        | Olli Autio       | Finnland               | 081.081          |        |
| 1      | 2. Aug. 2017  | Manila         | 0.215.000 ₱ | 047        | Peter Plater     | Australien             | 061.429          |        |
| 1      | 4. Aug. 2017  | Bukarest       | 0.00.2200 € | 110        | Or Patreanu      | Israel                 | 065.804          |        |
| 1      | 17. Sep. 2017 | Punta del Este | 0.00.3300 $ | 064        | Juan García      | Uruguay                | 054.480          |        |
| 1      | 27. Sep. 2017 | Dublin         | 0.00.2200 € | 085        | Max Silver       | Irland                 | 053.517          |        |
| 1      | 21. Okt. 2017 | Sotschi        | 0.132.000 ₽ | 097        | Kiryl Radzivonau | Belarus                | 052.172          |        |
| 1      | 21. Nov. 2017 | Hamburg        | 0.00.2200 € | 100        | André Haneberg   | Deutschland            | 054.500          |        |
| 2      | 23. Jan. 2018 | London         | 0.00.2200 £ | 142        | Dragos Trofimov  | Frankreich             | 102.964          |        |
| 2      | 8. Juni 2018  | Marbella       | 0.00.2200 € | 175        | Jonatan Gómez    | Spanien                | 078.784          |        |
| 2      | 20. Juli 2018 | Lille          | 0.00.2200 € | 169        | Jovan Jojić      | Serbien                | 088.100          |        |